# Trichocline plicata
Trichocline plicata, topasaire plateado o contrayerba en Argentina, es una especie de planta medicinal perteneciente a la  familia de las asteráceas.

## Descripción
Es una planta herbácea acaule de aspecto argenteo-tomentoso que forma cojines de una altura de unos 5cm. Todas las hojas están agrupadas y son linear-lanceoladas, de enteras a sinuadas y plegadas lomgitudinalmente según el nevio principal (de allí su nombre específico), sésiles o cortamente pecioladas, glabras por la haz y más o menos tomentosas por el envés. Los tallos son ebracteádos y el receptáculo es alveolado con la brácteas involucrales ovado-lanceoladas y denticuladas. Las lígulas tienen un limbo hexanerviados de color amarillo.

## Distribución
Es endémica de Córdoba y San Luís en Argentina; crece en suelos calcáreos a una altitud de 1000 a 3000m.

## Propiedades
Es usado en casos de asma y en mareos debidos a la altura. También como analgésico gastrointestinal.
Está libre de alcaloides, pero contiene una resina glucósidal que es su principio activo. Sería útil para el asma cuando, en polvo, se quema y se inhala.

## Taxonomía
Trichocline plicata fue descrita por Hook. & Arn. y publicado en Companion Bot. Mag. 1: 103. 1835
Sinonimia
- Bichenia plicata D.Don ex Wedd.
- Brachyclados stuckertii Speg.
- Gerbera plicata (Hook. & Arn.) Kuntze
- Trichocline argentea Griseb.[8]